# Xã Cold Spring, Quận Phelps, Missouri
Xã Cold Spring (tiếng Anh: Cold Spring Township) là một xã thuộc quận Phelps, tiểu bang Missouri, Hoa Kỳ. Năm 2010, dân số của xã này là 2.174 người.